# Conus purpurascens
Conus purpurascens é uma espécie de gastrópode do gênero Conus, pertencente à família Conidae.

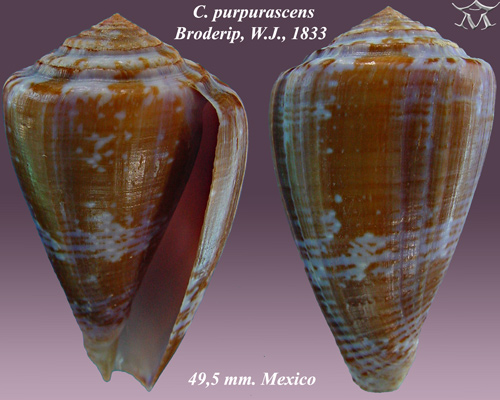
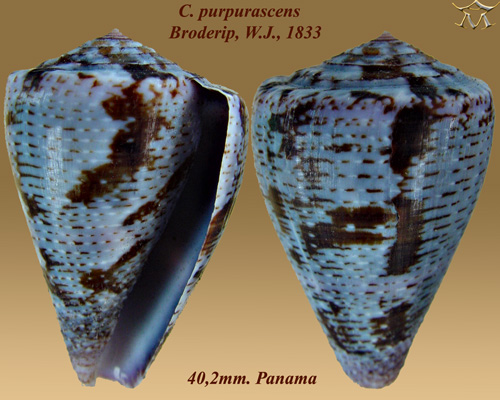
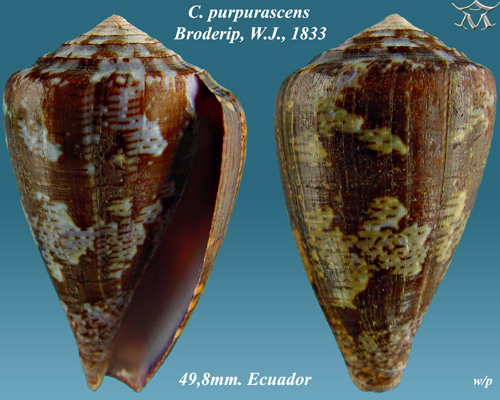
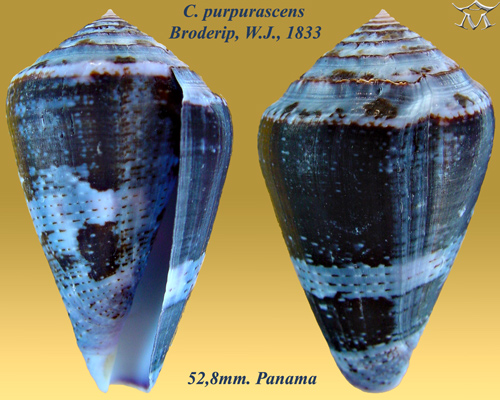